# Morbid (musikgrupp)
Morbid var ett svenskt black metal/death metal-band, grundat av Per Yngve Ohlin (Dead) 1986. En tidigare inkarnation av bandet, Scapegoat, bildades 1985. 

## Medlemmar
Senaste medlemmar
- Necrobird –  sång (2022-)
- Gehenna (John Hagström) – gitarr (1985–1988, 2022-)
- Napoleon Pukes (Ulf Andreas Cederlund) – gitarr (1987–1988, 2022-)
- TG (Torbjörn Gräslund) – gitarr (1987, 2022-)
- Dr. Schitz (Jens Näsström) – basgitarr (1986–1988, 2022-)
- E – trummor (2022-)

Tidigare medlemmar
- Johan Scarisbrick – sång (1988)
- Drutten (Lars-Göran Petrov) – trummor (1987–1988; död 2021)
- Zoran Jovanovic – gitarr (1988)

- Slator – basgitarr (1985–1986)
- Sandro Cajander – trummor (1985–1986)
- Dead (Per Yngve Ohlin) – sång (1985–1988; död 1991)
- Klacke (Marcus Klack) – gitarr (1986–1987)

## Diskografi
Demo
- Rehearsal 07/08/1987 (1987)
- Rehearsaldemo (1987)
- December Moon (1987)
- Last Supper (1988)

Livealbum
- Live in Stockholm (2000)

EP
- Death Execution III (2003)
- Ancient Morbidity (2010)

Samlingsalbum
- Death Execution (1995)
- Year of the Goat (2011)